# Championnat du monde de street-hockey

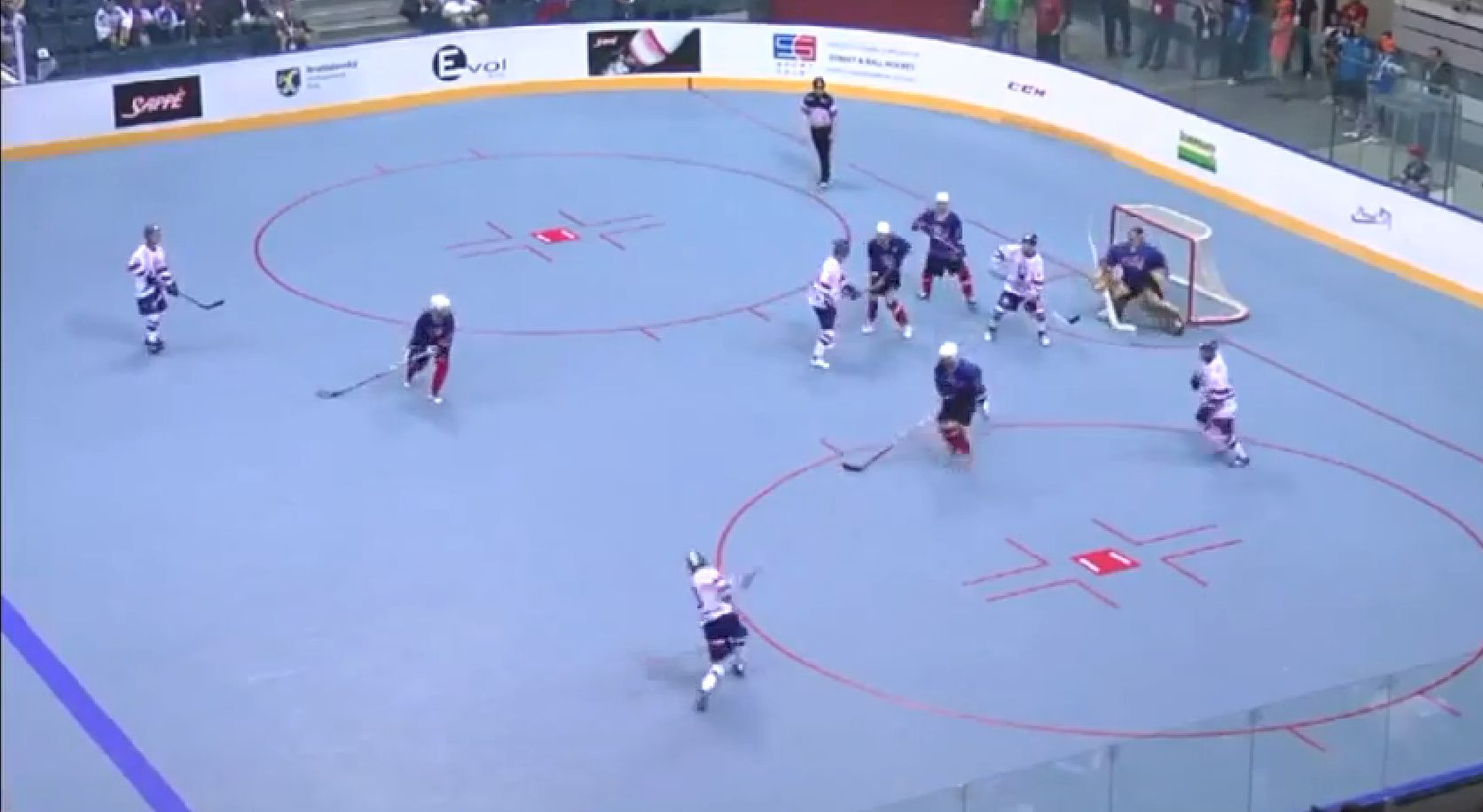
Photo représentant le street-hockey joué avec une balle.

Le championnat du monde de street-hockey se tient tous les deux ans depuis 1996. Après avoir été pendant longtemps divisé, en plusieurs divisions (A et B). La compétition est organisée par la fédération internationale de street-hockey (en).

## Palmarès Division A
| Année | Or        | Argent     | Bronze     | Lieu                              |
| ----- | --------- | ---------- | ---------- | --------------------------------- |
| 1996  | Canada    | Tchéquie   | Slovaquie  | Bratislava, Slovaquie             |
| 1998  | Tchéquie  | Slovaquie  | Canada     | Litoměřice, Tchéquie              |
| 1999  | Slovaquie | Canada     | Tchéquie   | Bratislava, Slovaquie             |
| 2001  | Canada    | Tchéquie   | Slovaquie  | Toronto, Canada                   |
| 2003  | Canada    | Tchéquie   | Slovaquie  | Sierre, Suisse                    |
| 2005  | Canada    | Slovaquie  | Italie     | Pittsburgh, États-Unis            |
| 2007  | Canada    | Tchéquie   | Slovaquie  | Ratingen, Allemagne               |
| 2009  | Tchéquie  | Inde       | Slovaquie  | Plzeň, Tchéquie                   |
| 2011  | Tchéquie  | Canada     | Slovaquie  | Bratislava, Slovaquie             |
| 2013  | Slovaquie | Tchéquie   | Canada     | Saint-Jean de Terre-Neuve, Canada |
| 2015  | Slovaquie | États-Unis | Tchéquie   | Zoug, Suisse                      |
| 2017  | Slovaquie | Canada     | Tchéquie   | Pardubice, Tchéquie               |
| 2019  | Slovaquie | Finlande   | Canada     | Košice, Slovaquie                 |
| 2022  | Canada    | Tchéquie   | États-Unis | Québec, Canada                    |
| 2024  |           |            |            | Viège et Rarogne, Suisse          |

## Palmarès Division B
| Année | Or         | Argent       | Bronze      | Lieu                              |
| ----- | ---------- | ------------ | ----------- | --------------------------------- |
| 2005  | États-Unis | Allemagne    | Grèce       | Pittsburgh, États-Unis            |
| 2007  | Pakistan   | États-Unis   | Allemagne   | Ratingen, Allemagne               |
| 2009  | Grèce      | Autriche     | Suisse      | Plzeň, Tchéquie                   |
| 2011  | Pakistan   | France       | Bermudes    | Bratislava, Slovaquie             |
| 2013  | Bermudes   | Italie       | Israël      | Saint-Jean de Terre-Neuve, Canada |
| 2015  | Haïti      | Îles Caïmans | Royaume-Uni | Zoug, Suisse                      |